# Post-scriptum
Pour les articles homonymes, voir Post-scriptum (homonymie).
Un post-scriptum (P.-S.), aussi orthographié postscriptum, signifiant littéralement « écrit après » (d'après postscriptum, participe passé du verbe latin postscribere), est un court message annexe ajouté à la fin d'une lettre, généralement après la signature. Dans un livre ou un essai, il s'agira plutôt de « postface », d'« annexe », d'« addendum » ou d'« épilogue ».

## Intérêt et contexte d'utilisation
Rédigé le plus souvent hâtivement, il témoigne d'un oubli, et doit donc être réservé à un cadre informel. Toutefois, son usage peut aussi se faire en dehors de toute considération pratique, par exemple lorsque l'auteur désire ajouter un détail qui n'est pas directement relié au sujet du message principal, et qui pourrait rendre sa lecture moins fluide : le post-scriptum s'apparente alors à une note de bas de page.
Il peut également être utile pour mettre un point particulier en avant, car il ressort visuellement par rapport au reste du courrier.
Dans le courrier électronique ou sur un forum internet, la fonction d'oubli est moins justifiée car le message peut être modifié à n'importe quel endroit jusqu'à l'instant de l'envoi (et même après l'envoi, dans le cas des forums). Le post-scriptum est alors utilisé principalement pour souligner un point, qui est toutefois mis à l'écart du reste du texte : il peut en particulier servir alors de moyen pour justifier une remarque hors de propos. Dans les messages de ce type, la signature est souvent incluse automatiquement après le message. Dans ce cas, le post-scriptum se trouve avant la signature.

## Mention dans un courrier
Un post-scriptum est généralement précédé du sigle correspondant à son nom, « P.-S. », typographié de diverses manières : avec (« P.-S. ») ou sans point (« P-S »), avec ou sans trait d'union (« P.S., PS »), parfois en minuscules (« p.-s. »).
Il est possible d'utiliser l'abréviation « P.-P.-S. » (ou « PPS », parfois « PS2 ») afin d'ajouter un court texte après un post-scriptum déjà existant, constituant ainsi un deuxième post-scriptum. Un troisième post-scriptum serait introduit par « P.-P.-P.-S. », et ainsi de suite[réf. nécessaire]. Tolkien a ainsi introduit trois post-scriptum à la suite dans sa lettre à Frodon dans Le Seigneur des anneaux.
Il est invariable : « un post-scriptum », « des post-scriptum » (sans « s » au pluriel).
Quant au choix de la ponctuation à utiliser après le post-scriptum, on peut employer soit le tiret précédé d'un point, soit le deux-points. Dans les deux cas, le mot qui suit le signe de ponctuation doit commencer par une majuscule.
Exemple :
P.-S. – La vieillesse. C’est la seule maladie dont on ne peut espérer guérir.

## Apparitions
C'est un post-scriptum qui constitue le nœud de l'intrigue d'une nouvelle écrite par Alphonse Allais, publié en 1892 et intitulée Le Post-scriptum ou Une petite femme bien obéissante,.
Un post-scriptum particulièrement populaire dans les lettres d'amour est « P.-S. Je t'aime. » La version anglophone de cette expression, P.S. I love you!, est d'ailleurs le titre de deux chansons populaires, par Rosemary Clooney et les Beatles. L'expression P.S. I Love You est aussi le titre d'un film américain réalisé en 2008 par Richard LaGravenese. Christophe Willem a également une chanson intitulée PS : Je t'aime.
Le post-scriptum fait aussi l'objet d'une chanson française écrite en 1995 par Claude Lemesle, et composée et interprétée par Michel Fugain.
Le rappeur Kery James conclut son album Dernier MC par un morceau nommé Post Scriptum, (chanson qui a été écrite par Brav) — 15e piste sur 19 (18 pistes plus un remix).
Comme il partage ce sigle avec le Parti socialiste suisse, la section genevoise de ce parti l'a choisi comme titre de sa lettre d'information.
Post Scriptum : The Bloody Seventh est un jeu vidéo créé par Periscope Games en 2018. Il s'agit d'un jeu de tir à la première personne multijoueur basé sur la Seconde Guerre mondiale et plus particulièrement sur l'opération Market Garden.